# U-256
U-256 je bila nemška vojaška podmornica Kriegsmarine, ki je bila dejavna med drugo svetovno vojno.

## Zgodovina
U-256 je bila sprejeta v uporabo 18. decembra 1941. 31. avgusta 1942 je bila močno poškodovana, tako da so jo novembra istega leta izvzeli iz aktivne uporabe.
Maja 1943 so jo predelali v U-Flak 2 in jo kot tako ponovno sprejeli v uporabo 16. avgusta 1943. Toda že decembra istega leta so jo ponovno spremenili nazaj v klasično podmornico razreda VIIC. 
4. septembra 1944 je zapustila francoski Brest in zaplula proti Bergenu (Norveška). Tam je bila 23. oktobra 1944 izvzeta iz uporabe.

## Poveljniki
| Poveljniki |                  |                              |                                       |
| Št.        | Čin              | Ime                          | Poveljstvo                            |
| 1.         | Kapitänleutnant  | Odo Loewe                    | 18. december 1941 - 30. november 1942 |
| 2.         |                  | Wilhelm Brauel               | 16. avgust 1943 - 27. junij 1944      |
| 3.         | Korvettenkapitän | Heinrich Lehmann-Willenbrock | 2. september 1944 - 18. oktober 1944  |

## Tehnični podatki

### Pred konverzacijo
| Kategorije                                    | Podatki                       |
| --------------------------------------------- | ----------------------------- |
| Teža (t): na površju pod površjem polna Teža  | 769 871 1.070                 |
| Dolžina (m) - tlačni trup (m)                 | 67,10 - 50,50                 |
| Širina (m) - tlačni trup (m)                  | 6,20 - 4,70                   |
| Izpodriv (m)                                  | 4,74                          |
| Višina (m)                                    | 9,6                           |
| Moč (hp): na površju pod podvršjem            | 3.200 750                     |
| Hitrost (vozlov): na površju pod podvršjem    | 17,7 7,6                      |
| Doseg (milja/vozel): na površju pod podvršjem | 8.500/10 80/4                 |
| Torpeda/Torpedne cevi                         | 14/5 (4 na premcu, 1 na krmi) |
| Krovni top (mm)                               | 88                            |
| Mine                                          | 26 TMA                        |
| Posadka                                       | 44-52                         |
| Maksimalni potop (m)                          | 220                           |

### Po konverzaciji
| Kategorije                                    | Podatki                                                                |
| --------------------------------------------- | ---------------------------------------------------------------------- |
| Teža (t): na površju pod površjem polna Teža  | 769 871 1.070                                                          |
| Dolžina (m) - tlačni trup (m)                 | 67,1 - 50,5                                                            |
| Širina (m) - tlačni trup (m)                  | 6,2 - 4,7                                                              |
| Izpodriv (m)                                  | 4,74                                                                   |
| Višina (m)                                    | 9,6                                                                    |
| Moč (hp): na površju pod podvršjem            | 3.200 750                                                              |
| Hitrost (vozlov): na površju pod podvršjem    | 17,7 7,6                                                               |
| Doseg (milja/vozel): na površju pod podvršjem | 8.500/10 80/4                                                          |
| Torpeda/Torpedne cevi                         | 5/5 (4 na premcu, 1 na krmi)                                           |
| Krovni top (mm)                               | 88 (220 granat)                                                        |
| Protiletalska oborožitev                      | 1x 3.7 cm avtomatski Flak 43 4x dvojni 2cm avtomatski top Flak 38 M II |
| Mine                                          | 26 TMA                                                                 |
| Posadka                                       | 44-52                                                                  |
| Maksimalni potop (m)                          | 220                                                                    |